# Розіграш (фільм)
«Розіграш» («La riffa») — італійський кінофільм 1991 року, знятий режисером Франческо Лаудадіо, з Монікою Беллуччі у головній ролі.

## Сюжет
В італійському місті Барі Франческа, вродлива і заможна жінка, овдовіла і залишилася з донькою Джулією та купою боргів, які взяв на себе її чоловік Мауріціо, чиї зради вона також виявляє. За порадою свого друга Чезаре, який також є адвокатом, Франческа розпродає свою віллу на березі моря, меблі, хутра та коштовності, а також човен (який купує Чезаре), щоб оплатити принаймні річну орендну плату та навчання маленької Джулії в ексклюзивній школі. Перспектив працевлаштування для Франчески немає, тому Франческа і Чезаре вирішують провести лотерею, в якій приз отримає Франческа. Лотерея буде обмежена двадцятьма учасниками, кожен з яких заплатить 100 мільйонів лір. Переможець отримає право жити з Франческою протягом чотирьох років і може просити все, що забажає. Серед покупців лотерейних квитків — друзі покійного чоловіка і сам Чезаре.
Одного дня Франческа збиває молодого чоловіка Антоніо, з яким у неї починається роман. Здається, він знає про лотерею і, незважаючи на те, що заявляє про свою любовну пристрасть, хотів би, щоб нею насолоджувався переможець, продовжуючи свої таємні зустрічі з нею. Насправді ж молодий чоловік без гроша в кишені має на меті з часом отримати вигоду від виграшу.
Однак за кілька днів до розіграшу лотереї прокурор отримує скаргу на лотерею та адвоката. В офісі адвоката проводять обшук, загрожує скандал, який може сколихнути місцеве суспільство. На допиті в поліції Франческа не заперечує історію з лотереєю, але каже, що призом насправді є човен, який купив Чезаре, а друзі мобілізувалися, щоб допомогти їй і дитині. Щоб уникнути скандалу, комісар приймає цю історію, після чого Франческа сідає в літак і їде назавжди, живучи на гроші від лотереї.

## У ролях
- Моніка Беллуччі — Франческа
- Джуліо Скарпаті — Антоніо
- Роберто Делла Каса — Чезаре
- Джанлука Фавілла — роль другого плану
- Массімо Гіні — роль другого плану
- Тіціана Піні — роль другого плану
- Елена Кантароне — роль другого плану
- В'єрі Раззіні — роль другого плану
- Карла Кассола — роль другого плану
- Паоло Девіта — роль другого плану
- Франческо Габріеле — роль другого плану
- Маріно Мазе — роль другого плану
- Федеріко Пачіфічі — роль другого плану
- Ренато Скарпа — роль другого плану
- Сільвіо Ваннуччі — роль другого плану
- Сандра Коллодель — роль другого плану
- Франко Пальтера — роль другого плану

## Знімальна група
- Режисер — Франческо Лаудадіо
- Сценарист — Франческо Лаудадіо
- Оператор — Крістіано Погані
- Композитор — Антоніо Ді Пофі
- Продюсери — Джакопо Капанна, Джузеппе Перуджа